# 梅杜诺
梅杜诺（義大利語：Meduno），是意大利波代诺内省的一个市镇。总面积31平方公里，人口1708人，人口密度55.1人/平方公里（2009年）。ISTAT代码为093026。